# Vincent Rousseau
Pour les articles homonymes, voir Rousseau.
Vincent Rousseau (né à Mons, le 29 juillet 1962), est un coureur de fond belge. Il a remporté le Trophée AIMS du meilleur athlète de l'année en 1994.

## Carrière
Vincent Rousseau était aussi actif l'hiver en cross country que l'été sur piste. Il a participé à trois Jeux olympiques consécutifs, les premiers en 1984 à Los Angeles. Sa meilleure prestation durant un grand championnat a été réalisée en 1987 durant les championnats du Monde à Rome où il s'est classé 5e du 5 000 m, la course étant remportée par l'intouchable Saïd Aouita. Bien que figurant parmi les favoris de la finale du 5 000 m lors des championnats d'Europe de Stuttgart en 1986, il passe à côté de la finale (13e) après avoir pourtant remporté facilement la demi-finale. Il se classera 2e de la finale du 10 000 m des championnats d'Europe à Helsinki en 1994 en se faisant remonter dans les derniers mètres par le retour étonnant de l'Espagnol Abel Anton[réf. nécessaire]
En cross country, Vincent Rousseau a remporté de nombreux titres de champion de Belgique (1984; 87; 88; 90; 91; 92; 93; 94), a gagné huit fois la Cross Cup et a remporté de nombreuses victoires dans des cross de réputation internationale (Cross du Journal l'Équipe en 1986...). Il se classe 7e du Championnat du monde juniors en 1981 à Madrid. Devant faire face à la déferlante africaine lors des championnats du monde de cross, ses meilleure résultats ont été obtenus en 1987 (Varsovie) 1991 (Anvers) et 1992 (Boston) où il s'est classé 17e, 21e et 18e.
En 1993, il devient champion du monde de semi-marathon. C'est durant cette même année 1993 qu'il pulvérise ses records personnels sur 5 000 m et 10 000 m et fait ses débuts sur marathon à Reims.
En 1994, il remporte le marathon de Tokyo et le marathon de Rotterdam
En 1995, il finit second au marathon de Berlin avec un temps de 2 h 7 min 20 s (ex-record de Belgique) et devint par la même occasion le premier athlète au monde à réaliser deux chronos sous les 2 h 8 min.

## Méthode d’entraînement pour les courses de fond
Vincent Rousseau est connu pour avoir été le premier athlète de haut niveau à expérimenter puis à préconiser l’entraînement à jeun. Après avoir vécu des passages à vide en fin de courses, Il a pensé qu’en entraînant son organisme à travailler avec de faibles réserves glucidiques, il favoriserait la mobilisation des réserves de graisse et retarderait le risque de manquer de ressource en fin de course, typiquement au cours d’un marathon.

### Distinctions
Vincent Rousseau a été élu Sportif belge de l'année en 1993 et second en 1985 et en 1994.

### Records personnels
- 3 min 36 s 31 au 1 500 m (1986).
- 7 min 39 s au 3 000 m (1989).
- 13 min 10 s 99 au 5 000 m (1993).
- 27 min 23 s au 10 000 m (1993).
- 2 h 07 min 20 s au marathon de Berlin (1995).

## Autre
La piste de jogging de l'Académie de Police Émilien Vaes de Jurbise porte son nom.

## Palmarès

### Championnats du monde de semi-marathon
- 1993 à Bruxelles  Belgique:
  -  Médaille d'or du semi-marathon

### Championnats d'Europe
- Championnats d'Europe d'athlétisme 1994 à Helsinki  Finlande:
  -  Médaille d'argent du 10 000 m